# 2012년 태국 남부 폭탄 테러
2012년 태국 남부 폭탄 테러는 2012년 3월 31일에 태국 남부 얄라와 핫야이 지역에서 발생한 동시 다발적인 폭탄 공격이다.

## 개요
2012년 3월 31일 정오 무렵, 남부 얄라 시 무엉얄라 지역의 중심가에 위치한 루엄밋 거리(태국어: ถนนร่วมมิตร)에서 몇십 분 간격으로 오토바이와 자동차를 이용한 세 차례의 폭탄 공격이 일어나, 10여 명이 죽고, 100여 명이 부상을 입었다. 그로부터 약 한 시간 뒤에 핫야이 시의 리 가든스 플라자 호텔(영어: Lee Gardens Plaza Hotel) 지하에 있던 차랑에서 폭탄이 터져 발생한 화재로, 호텔 쇼핑몰에서 수 명이 죽고, 400여 명이 부상을 입었다. 이 외에도, 빠따니 주의 경찰 검문소에서 오토바이를 이용한 폭탄 공격이 발생하였다.